# Crinum giessii
Crinum giessii là một loài thực vật có hoa trong họ Amaryllidaceae. Loài này được Lehmiller mô tả khoa học đầu tiên năm 1997.